# Bratislav Đorđević
Bratislav Đorđević (* 24. Juli 1946 in Kruševac; † 7. Mai 2022 in Vogelbach (Bruchmühlbach-Miesau)) war ein Fußballtorwart.

## Karriere
Bratislav Djordjevic wurde in der Nähe von Belgrad geboren und war als Fußballtorwart u. a. beim OFK Belgrad aktiv, ehe er 1970 nach Deutschland zum 1. FC Kaiserslautern kam. Beim FCK war er als Nachfolger für Wolfgang Schnarr gedacht. Als Stammtorwart setzte sich 1970/71 aber der ebenfalls zu Saisonbeginn verpflichtete Josef Elting durch. So kam Djordjevic nur auf fünf Bundesligaeinsätze und verließ den FCK 1971 Richtung FC Homburg (Regionalliga Südwest). Mit dem FCH qualifizierte er sich 1974 für die neu gegründete 2. Bundesliga. In der Saison 1974/75 bestritt er 9 Zweitligaspiele und kam zweimal im DFB-Pokal zum Einsatz. Bis 1977 stand er im Kader der Homburger, auch wenn er in den letzten zwei Spielzeiten zu keinem Einsatz mehr kam. Insgesamt spielte er in 54 Ligaspielen für Homburg. Später spielte er noch beim TuS Landstuhl.

## Privates
Nach dem Karriereende betätigte er sich als Koch und wurde Restaurantbesitzer. Er führte ein Lokal im pfälzischen Vogelbach. Zu seinen Stammgästen zählte unter anderem Horst Eckel, der aus Vogelbach stammt.
Đorđević starb am 7. Mai 2022.